# Campeonato de Fútbol Playa de Conmebol 2019
El Campeonato de Fútbol Playa de Conmebol 2019 se disputó del 28 de abril al 5 de mayo en la ciudad de Río de Janeiro, Brasil. El torneo también sirvió como vía de clasificación para la Copa Mundial de Fútbol Playa FIFA 2019, otorgando un lugar para los primeros dos países. Independientemente de su posición en el torneo, la selección de Paraguay ya se encuentra clasificada a la Copa Mundial por ser el anfitrión de esta.

## Equipos participantes
| Equipos participantes | Equipos participantes | Equipos participantes | Equipos participantes | Equipos participantes |
| --------------------- | --------------------- | --------------------- | --------------------- | --------------------- |
| Argentina             | Bolivia               | Chile                 | Paraguay              | Uruguay               |
| Brasil                | Colombia              | Ecuador               | Perú                  | Venezuela             |

### Sorteo
El sorteo de grupos se realizó en Río de Janeiro, el miércoles 10 de abril.
Entre paréntesis se indica la posición de las selecciones en el Campeonato de Fútbol Playa de Conmebol de 2017.
| Cabezas de serie        | Bombo 2                   | Bombo 3                | Bombo 4              | Bombo 5                    |
| ----------------------- | ------------------------- | ---------------------- | -------------------- | -------------------------- |
| Brasil (1) Paraguay (2) | Ecuador (3) Argentina (4) | Chile (5) Colombia (6) | Perú (7) Uruguay (8) | Venezuela (9) Bolivia (10) |

## Primera Fase

### Grupo A
| Equipo   | Pts | PJ | PG | PG+ | PG++ | PP | GF | GC | Dif |
| -------- | --- | -- | -- | --- | ---- | -- | -- | -- | --- |
| Brasil   | 12  | 4  | 4  | 0   | 0    | 0  | 40 | 9  | +31 |
| Uruguay  | 9   | 4  | 3  | 0   | 0    | 1  | 18 | 18 | 0   |
| Colombia | 6   | 4  | 2  | 0   | 0    | 2  | 24 | 25 | -1  |
| Ecuador  | 3   | 4  | 1  | 0   | 0    | 3  | 15 | 26 | -11 |
| Bolivia  | 0   | 4  | 0  | 0   | 0    | 4  | 9  | 28 | -19 |

| 28 de abril de 2019, 09:00 | Colombia | 5:8 | Uruguay | Parque Olímpico, Río de Janeiro |  |
|                            |          |     |         | Árbitro(s): [[]]                |  |

| 28 de abril de 2019, 10:30 | Brasil | 11:1              | Bolivia | Parque Olímpico, Río de Janeiro |                  |
|                            |        | ( 3:0, 4:1, 4:0 ) |         | Árbitro(s): [[]]                | Árbitro(s): [[]] |

- Equipo libre:  Ecuador.

| 29 de abril de 2019, 14:30 | Uruguay | 4:3               | Ecuador | Parque Olímpico, Río de Janeiro |                               |
|                            |         | ( 1:1, 2:2, 1:0 ) |         | Árbitro(s): Gustavo Domínguez   | Árbitro(s): Gustavo Domínguez |

| 29 de abril de 2019, 15:50 | Brasil | 9:5               | Colombia | Parque Olímpico, Río de Janeiro |                             |
|                            |        | ( 4:0, 3:2, 2:3 ) |          | Árbitro(s): Alex Valdiviezo     | Árbitro(s): Alex Valdiviezo |

- Equipo libre:  Bolivia.

| 30 de abril de 2019, 11:30 | Ecuador | 4:8               | Colombia | Parque Olímpico, Río de Janeiro |                  |
|                            |         | ( 2:2, 2:2, 0:4 ) |          | Árbitro(s): [[]]                | Árbitro(s): [[]] |

| 30 de abril de 2019, 13:00 | Uruguay | 5:1               | Bolivia | Parque Olímpico, Río de Janeiro |                  |
|                            |         | ( 1:0, 1:0, 3:1 ) |         | Árbitro(s): [[]]                | Árbitro(s): [[]] |

- Equipo libre:  Brasil.

| 1 de mayo de 2019, 14:30 | Bolivia | 4:6               | Colombia | Parque Olímpico, Río de Janeiro |                  |
|                          |         | ( 1:2, 1:3, 2:1 ) |          | Árbitro(s): [[]]                | Árbitro(s): [[]] |

| 1 de mayo de 2019, 15:50 | Brasil | 11:2              | Ecuador | Parque Olímpico, Río de Janeiro |                  |
|                          |        | ( 1:0, 7:0, 3:2 ) |         | Árbitro(s): [[]]                | Árbitro(s): [[]] |

- Equipo libre:  Uruguay.

| 2 de mayo de 2019, 13:00 | Ecuador | 6:3               | Bolivia | Parque Olímpico, Río de Janeiro |                          |
|                          |         | ( 2:1, 4:0, 0:2 ) |         | Árbitro(s): Mariano Romo        | Árbitro(s): Mariano Romo |

| 2 de mayo de 2019, 15:50 | Brasil | 9:1               | Uruguay | Parque Olímpico, Río de Janeiro |                            |
|                          |        | ( 2:0, 4:0, 3:1 ) |         | Árbitro(s): Jorge Martínez      | Árbitro(s): Jorge Martínez |

- Equipo libre:  Colombia.

### Grupo B
| Equipo    | Pts | PJ | PG | PG+ | PG++ | PP | GF | GC | Dif |
| --------- | --- | -- | -- | --- | ---- | -- | -- | -- | --- |
| Paraguay  | 11  | 4  | 3  | 1   | 0    | 0  | 26 | 12 | +14 |
| Argentina | 6   | 4  | 1  | 1   | 1    | 1  | 17 | 21 | -4  |
| Perú      | 5   | 4  | 1  | 1   | 0    | 2  | 21 | 22 | -1  |
| Chile     | 3   | 4  | 1  | 0   | 0    | 3  | 15 | 19 | -4  |
| Venezuela | 0   | 4  | 0  | 0   | 0    | 4  | 15 | 20 | -5  |

| 28 de abril de 2019, 11:50 | Paraguay | 5:3                       | Chile | Parque Olímpico, Río de Janeiro |                  |
|                            |          | ( 1:0, 2:0, 2:3 ) Reporte |       | Árbitro(s): [[]]                | Árbitro(s): [[]] |

| 28 de abril de 2019, 13:20 | Perú | 6:6 (1:3 p.)              | Argentina | Parque Olímpico, Río de Janeiro |                  |
|                            |      | ( 2:2, 3:2, 1:2 ) Reporte |           | Árbitro(s): [[]]                | Árbitro(s): [[]] |

- Equipo libre:  Venezuela.

| 29 de abril de 2019, 11:30 | Argentina | 5:4 | Venezuela | Parque Olímpico, Río de Janeiro |  |
|                            |           |     |           | Árbitro(s): Jaimito Suárez      |  |

| 29 de abril de 2019, 13:00 | Paraguay | 7:2               | Perú | Parque Olímpico, Río de Janeiro |                             |
|                            |          | ( 4:0, 0:1, 3:1 ) |      | Árbitro(s): Abcio Fernández     | Árbitro(s): Abcio Fernández |

- Equipo libre:  Chile.

| 30 de abril de 2019, 14:30 | Venezuela | 4:5 (0:1 t. s.)   | Perú | Parque Olímpico, Río de Janeiro |                  |
|                            |           | ( 2:1, 1:1, 1:2 ) |      | Árbitro(s): [[]]                | Árbitro(s): [[]] |

| 30 de abril de 2019, 15:50 | Argentina | 3:2 (1:0 t. s.)   | Chile | Parque Olímpico, Río de Janeiro |                  |
|                            |           | ( 1:1, 0:0, 1:1 ) |       | Árbitro(s): [[]]                | Árbitro(s): [[]] |

- Equipo libre:  Paraguay.

| 1 de mayo de 2019, 11:30 | Chile | 5:8               | Perú | Parque Olímpico, Río de Janeiro |                  |
|                          |       | ( 0:1, 3:3, 2:4 ) |      | Árbitro(s): [[]]                | Árbitro(s): [[]] |

| 1 de mayo de 2019, 13:00 | Paraguay | 5:4 (1:0 t. s.)   | Venezuela | Parque Olímpico, Río de Janeiro |                  |
|                          |          | ( 1:0, 2:2, 1:2 ) |           | Árbitro(s): [[]]                | Árbitro(s): [[]] |

- Equipo libre:  Argentina.

| 2 de mayo de 2019, 11:30 | Venezuela | 3:5               | Chile | Parque Olímpico, Río de Janeiro |                          |
|                          |           | ( 1:2, 2:1, 0:2 ) |       | Árbitro(s): Wilson Bravo        | Árbitro(s): Wilson Bravo |

| 2 de mayo de 2019, 14:30 | Paraguay | 9:3               | Argentina | Parque Olímpico, Río de Janeiro |                             |
|                          |          | ( 2:1, 1:2, 6:0 ) |           | Árbitro(s): Christian Altez     | Árbitro(s): Christian Altez |

- Equipo libre:  Perú.

## Fase de colocación (5° al 10° puesto)
|  | Quinto puesto |          |   |  |
|  |               |          |   |  |
|  | Colombia      | Colombia | 5 |  |
|  | Colombia      | Colombia | 5 |  |
|  | Perú          | Perú     | 6 |  |
|  | Perú          | Perú     | 6 |  |

|  | Séptimo puesto |         |   |  |
|  |                |         |   |  |
|  | Ecuador        | Ecuador | 5 |  |
|  | Ecuador        | Ecuador | 5 |  |
|  | Chile          | Chile   | 6 |  |
|  | Chile          | Chile   | 6 |  |

|  | Noveno puesto |           |   |  |
|  |               |           |   |  |
|  | Bolivia       | Bolivia   | 6 |  |
|  | Bolivia       | Bolivia   | 6 |  |
|  | Venezuela     | Venezuela | 4 |  |
|  | Venezuela     | Venezuela | 4 |  |

### Noveno puesto
| 4 de mayo de 2019, 09:00 | Bolivia | 6:4               | Venezuela | Parque Olímpico, Río de Janeiro |                             |
|                          |         | ( 1:1, 3:2, 2:1 ) |           | Árbitro(s): Pablo Defilippi     | Árbitro(s): Pablo Defilippi |

### Séptimo puesto
| 4 de mayo de 2019, 13:30 | Ecuador | 5:6               | Chile | Parque Olímpico, Río de Janeiro |                             |
|                          |         | ( 0:3, 1:0, 4:3 ) |       | Árbitro(s): Mairon dos Reis     | Árbitro(s): Mairon dos Reis |

### Quinto puesto
| 5 de mayo de 2019, 09:00 | Colombia | 5:6               | Perú | Parque Olímpico, Río de Janeiro |             |
|                          |          | ( 0:1, 1:2, 4:3 ) |      | Árbitro(s):                     | Árbitro(s): |

## Fase final
En esta fase los ganadores llegaron a la final y clasificaron a la Copa Mundial. 

### Cuadro general
|  | Semifinales | Semifinales | Semifinales |        |         | Final        | Final        | Final        |  |
|  |             |             |             |        |         |              |              |              |  |
|  |             |             |             |        |         |              |              |              |  |
|  | Paraguay    | Paraguay    | 3           |        |         |              |              |              |  |
|  | Paraguay    | Paraguay    | 3           |        |         |              |              |              |  |
|  | Uruguay     | Uruguay     | 4           |        |         |              |              |              |  |
|  | Uruguay     | Uruguay     | 4           |        | Uruguay | Uruguay      | 1            |              |  |
|  |             |             |             |        | Uruguay | Uruguay      | 1            |              |  |
|  |             |             | Brasil      | Brasil | 10      |              |              |              |  |
|  | Brasil      | Brasil      | Brasil      | Brasil | 10      | 9            |              |              |  |
|  | Brasil      | Brasil      |             |        |         | 9            |              |              |  |
|  | Argentina   | Argentina   | 3           |        |         | Tercer lugar | Tercer lugar | Tercer lugar |  |
|  | Argentina   | Argentina   | 3           |        |         | Tercer lugar | Tercer lugar | Tercer lugar |  |
|  |             |             |             |        |         |              |              |              |  |
|  |             |             |             |        |         | Paraguay     | Paraguay     | 6            |  |
|  |             |             |             |        |         | Paraguay     | Paraguay     | 6            |  |
|  |             |             |             |        |         | Argentina    | Argentina    | 5            |  |
|  |             |             |             |        |         | Argentina    | Argentina    | 5            |  |
|  |             |             |             |        |         |              |              |              |  |

### Semifinales
| 4 de mayo de 2019, 10:30 | Paraguay | 3:4                       | Uruguay | Parque Olímpico, Río de Janeiro |                             |
|                          |          | ( 0:1, 1:1, 2:2 ) Reporte |         | Árbitro(s): Álex Valdiviezo     | Árbitro(s): Álex Valdiviezo |

| 4 de mayo de 2019, 12:00 | Brasil | 9:3                       | Argentina | Parque Olímpico, Río de Janeiro |                         |
|                          |        | ( 1:1, 5:1, 3:1 ) Reporte |           | Árbitro(s): José Cortez         | Árbitro(s): José Cortez |

### Tercer puesto
| 5 de mayo de 2019, 10:40 | Paraguay | 6:5               | Argentina | Parque Olímpico, Río de Janeiro |             |
|                          |          | ( 1:2, 2:2, 3:1 ) |           | Árbitro(s):                     | Árbitro(s): |

### Final
| 5 de mayo de 2019, 12:00 | Uruguay | 1:10              | Brasil | Parque Olímpico, Río de Janeiro |             |
|                          |         | ( 0:3, 0:5, 1:2 ) |        | Árbitro(s):                     | Árbitro(s): |

Brasil

Campeón

7.º título

## Posiciones finales
| Pos. | Equipo    | Pts | PJ | PG | PG+ | PG++ | PP | GF | GC | Dif | Rend. |
| ---- | --------- | --- | -- | -- | --- | ---- | -- | -- | -- | --- | ----- |
| 1    | Brasil    | 18  | 6  | 6  | 0   | 0    | 0  | 59 | 13 | +46 | 100%  |
| 2    | Uruguay   | 12  | 6  | 4  | 0   | 0    | 2  | 23 | 31 | -8  | 80%   |
| 3    | Paraguay  | 14  | 6  | 4  | 1   | 0    | 1  | 35 | 21 | +14 | 66%   |
| 4    | Argentina | 6   | 6  | 1  | 1   | 1    | 3  | 25 | 36 | -11 | 50℅   |
| 5    | Perú      | 8   | 5  | 2  | 1   | 0    | 2  | 27 | 27 | 0   | 53%   |
| 6    | Colombia  | 6   | 5  | 2  | 0   | 0    | 3  | 29 | 31 | -2  | 50%   |
| 7    | Chile     | 6   | 5  | 2  | 0   | 0    | 3  | 21 | 24 | -3  | 50%   |
| 8    | Ecuador   | 3   | 5  | 1  | 0   | 0    | 4  | 20 | 32 | -12 | 33%   |
| 9    | Bolivia   | 3   | 5  | 1  | 0   | 0    | 4  | 15 | 32 | -17 | 33%   |
| 10   | Venezuela | 0   | 5  | 0  | 0   | 0    | 5  | 19 | 26 | -7  | 0%    |

## Clasificados al Mundial de Fútbol Playa 2019
| Bandera de Paraguay | Bandera de Brasil | Bandera de Uruguay |
| Paraguay            | Brasil            | Uruguay            |
|                     |                   |                    |
| Anfitrión           | Campeón           | Subcampeón         |